# 12708 Van Straten
A 12708 Van Straten (ideiglenes jelöléssel 1990 UB4) a Naprendszer kisbolygóövében található aszteroida. Eric Walter Elst fedezte fel 1990. október 16-án.